# Música africana

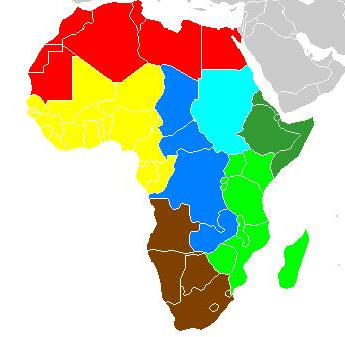
Mapa etnomusicológico de África según Alan P. Merriam, 1959.

África es un vasto continente, teniendo sus diferentes regiones y naciones una gran variedad de tradiciones musicales. La música del norte de África (regiones en rojo del mapa) tiene en su mayor parte una historia diferente de la región subsaharaiana.
- El Norte de África es la cuna de la cultura mediterránea, incluyendo a Egipto y Cartago antes de ser gobernada sucesivamente por griegos, romanos y godos y convertirse posteriormente en el Magreb del mundo árabe. Como los géneros musicales del Valle del Nilo y del Cuerno de África (regiones de color celeste, verde oscuro y rojo en el mapa), sus músicas porque son dos música tiene lazos con la música de Oriente Próximo.

- África del Este y las islas del Océano Índico (regiones en verde claro en el mapa) han tenido una ligera influencia de la música árabe así como por la música de la India, música de Indonesia y la música de Polinesia. Sin embargo, las tradiciones musicales indígenas de la región están basadas en la cultura de pueblos subsaharianos como los hablantes de lenguas Níger-Congo.

- África del Sur, Central y África Occidental (regiones marrón, azul y amarillo del mapa) comparten una tradición musical subsahariana entendida en sentido amplio, si bien toman también influencias de Europa Occidental y Norteamérica. Las formas musicales y de baile de la diáspora africana, incluyendo la música afroamericana y muchos géneros caribeños como soca, calipso y zouk, así como géneros de música latinoamericana como rumba, salsa, se basaron en mayor o menor medida en la música de los esclavos africanos, lo que al tiempo influyó en la música popular africana.

## Música del norte de África
La música del norte de África abarca un amplio abanico de tradiciones, desde la música del Antiguo Egipto hasta la música bereber y la música Tuareg de los nómadas del desierto. El arte musical de la región ha seguido durante siglos las reglas de la música árabe y andalusí. Entre sus géneros populares contemporáneos se encuentra el Raï argelino. 
Luego, junto a estas músicas se puede agrupar también la música de Sudán y del Cuerno de África, incluyendo la música de Eritrea, Etiopía, Yibuti y Somalia.

## Música subsahariana
La música tradicional africana suele ser funcional por naturaleza. Las interpretaciones pueden ser largas y hacer a la audiencia partícipe de ellas. Entendida de esta forma "práctica", la música consiste en diferentes tipos de canción de trabajo, piezas que acompañan el nacimiento, boda, caza y actividades políticas, música para ahuyentar a los malos espíritus y rendir tributo a los buenos, la muerte y los ancestros. Ninguna de estas formas musicales se interpreta fuera de su contexto y en su mayoría está asociada con un tipo de danza particular. Buena parte de ella, interpretada por profesionales, es música sacra o ceremonial y en ocasiones se toca en cortes reales.

### Ritmo subsahariano
El pionero de la etnomusicología Arthur Morris Jones (1889–1980) observó que los principios rítmicos comunes a la mayor parte de las tradiciones musicales subsaharianas constituyen un sistema principal. De modo similar, el maestro de la percusión y académico C.K. Ladzekpo afirma que existe una profunda homogeneidad en los principios rítmicos del África Subsahariana.

#### Rítmica en cruz
La rítmica en cruz es la base de parte de la música de las gentes que hablan lenguas Níger-Congo, el mayor grupo lingüístico de África del sur y del desierto del Sahara. La rítmica en cruz fue explicada por primera vez como base del ritmo subsahariano por el profesor C.K. Ladzekpo y en los escritos de David Locke.
La polirritmia es la unión de dos o más ritmos. La superposición regular y sistemática de ritmos cruzados sobre un patrón rítmico principal crea un tipo específico de polirritmia denominado rítmica en cruz. Desde una perspectiva filosófica de la música africana, los ritmos en cruz pueden simbolizar los momentos de desafío o de presión emocional que todos encontramos. Tocar ritmos cruzados firmemente enraizados en un ritmo principal, prepara al oyente para mantener un propósito vital cuando se enfrenta a los desafíos vitales. Multitud de lenguas subsaharianas no tienen una palabra para ritmo, o ni siquiera para música. Desde el punto de vista africano, los ritmos representan la misma fibra que da forma a la propia vida, están entroncados con la gente, simbolizando la interdependencia de las relaciones humanas.—Peñalosa (2009: 21)

### División regional de África según criterios musicales
Musicalmente, África puede dividirse en tres regiones:
- La región este incluye la música de Uganda, Kenia, Ruanda, Burundi, Tanzania, Malawi, Mozambique y Zimbabue así como las islas de Madagascar, las Seychelles, Mauritania y Comoras.

- La región sur incluye la música de Sudáfrica, Lesoto, Suazilandia, Botsuana, Namibia y Angola

- La región oeste incluye la música de Senegal y Gambia, de Guinea y Guinea-Bisáu, Sierra Leona y Liberia, de las llanuras interiores de Malí, Níger y Burkina Faso, las naciones costeras de Costa de Marfil, Ghana, Togo, Benín, Nigeria, Camerún, Gabón y República del Congo así como islas como Sao Tome y Príncipe.

### Instrumentos musicales

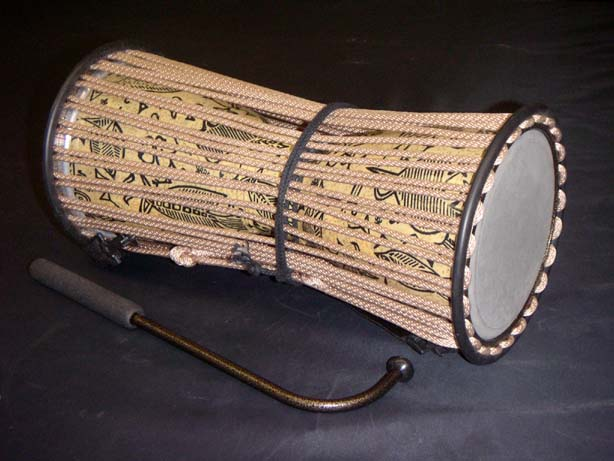
El tambor parlante, o tama, un instrumento popular en África Occidental.

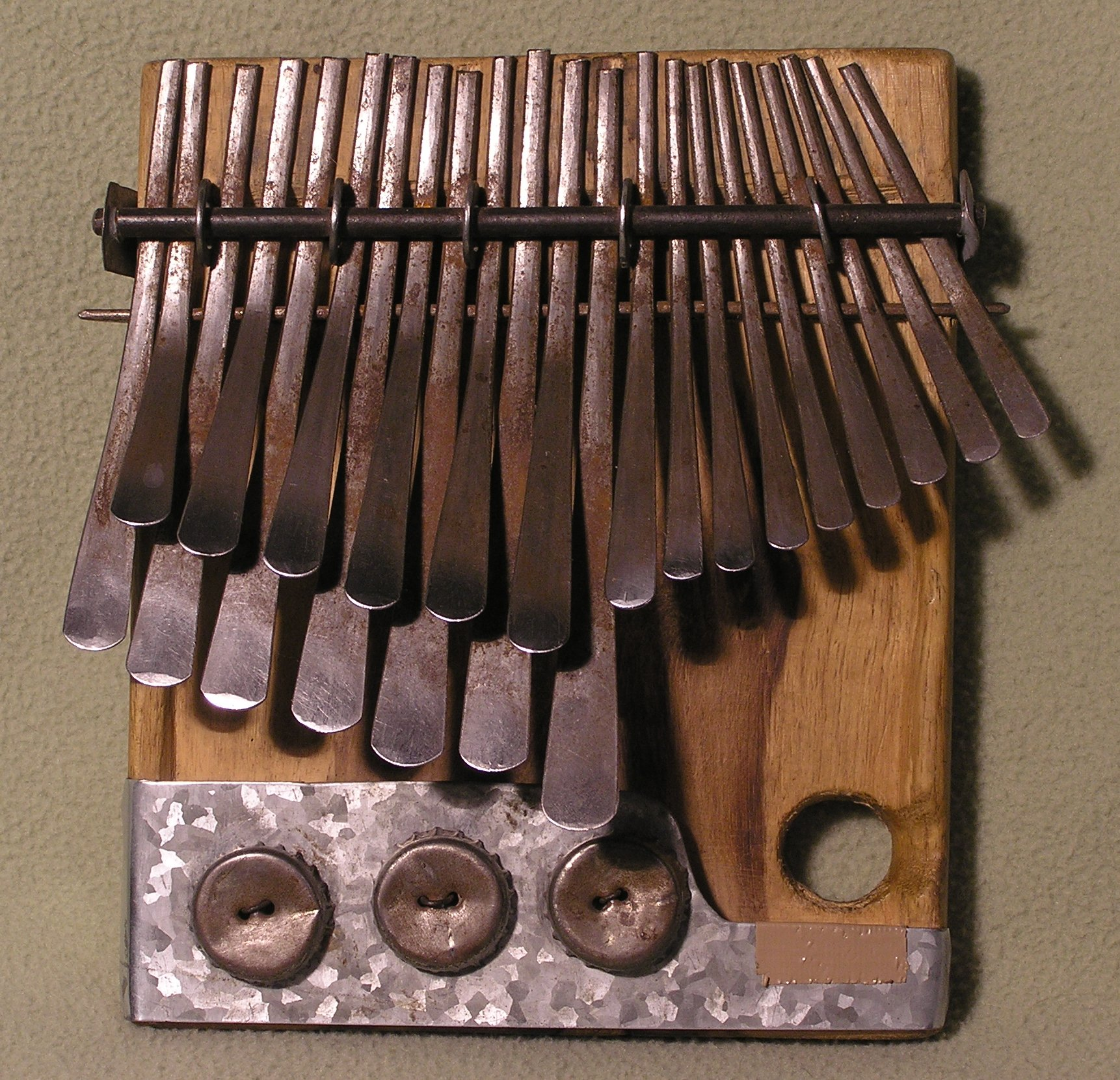
El lamelófono o mbira, un instrumento popular en el sureste del continente africano.

Además de utilizar la voz, que ha sido desarrollada hasta poder ser utilizada para diferentes técnicas complejas como melisma y yodel, se utiliza una gran variedad de instrumentos musicales. Los instrumentos musicales africanos incluyen una amplia variedad de tambores, maracas o kashakas y gonkoque así como instrumentos melódicos como instrumento de cuerda, (arco musical, diferentes tipos de arpas o instrumentos similares al arpa como el kora o los fiddles), muchos tipos de xilófono como el mbira, y diferentes tipos de instrumento de viento como flautas y trompetas.

### Relación con el lenguaje
Las lenguas africanas son lenguas tonales con una estrecha relación entre música y lengua en muchas culturas africanas. En el canto, el patrón tonal o el texto ponen ciertos constreñimientos sobre el patrón melódico. Por otra parte, en la música instrumental un hablante nativo de una de estas lenguas suele ser capaz de percibir un texto o textos en la música. Este efecto también forma la base de los lenguajes de percusión (tambor parlante).

## Afropop
Afropop es un término algunas veces usado para referirse a la música pop contemporánea de África. El término no se refiere a un estilo específico o sonido, sino que se utiliza como un término general para describir la música popular africana, como es el caso de Joro del artista WizKid, cada vez más popular en el mundo entero por sus ritmos africanos.

## Música popular
Algunos géneros de música popular africana son los siguientes:
| - Afrobeat - Apala - Benga - Bikutsi - Coupé-Décalé - Highlife - Isicathamiya | - Jùjú - Kwaito - Kizomba - Makossa - Mbalax - Mbaqanga - Mbube | - Palm-wine - Raï - Rumba - Sakara - Soukous/Congo/Lingala - Taarab - Wassoulou |